# 西東京バス五日市営業所

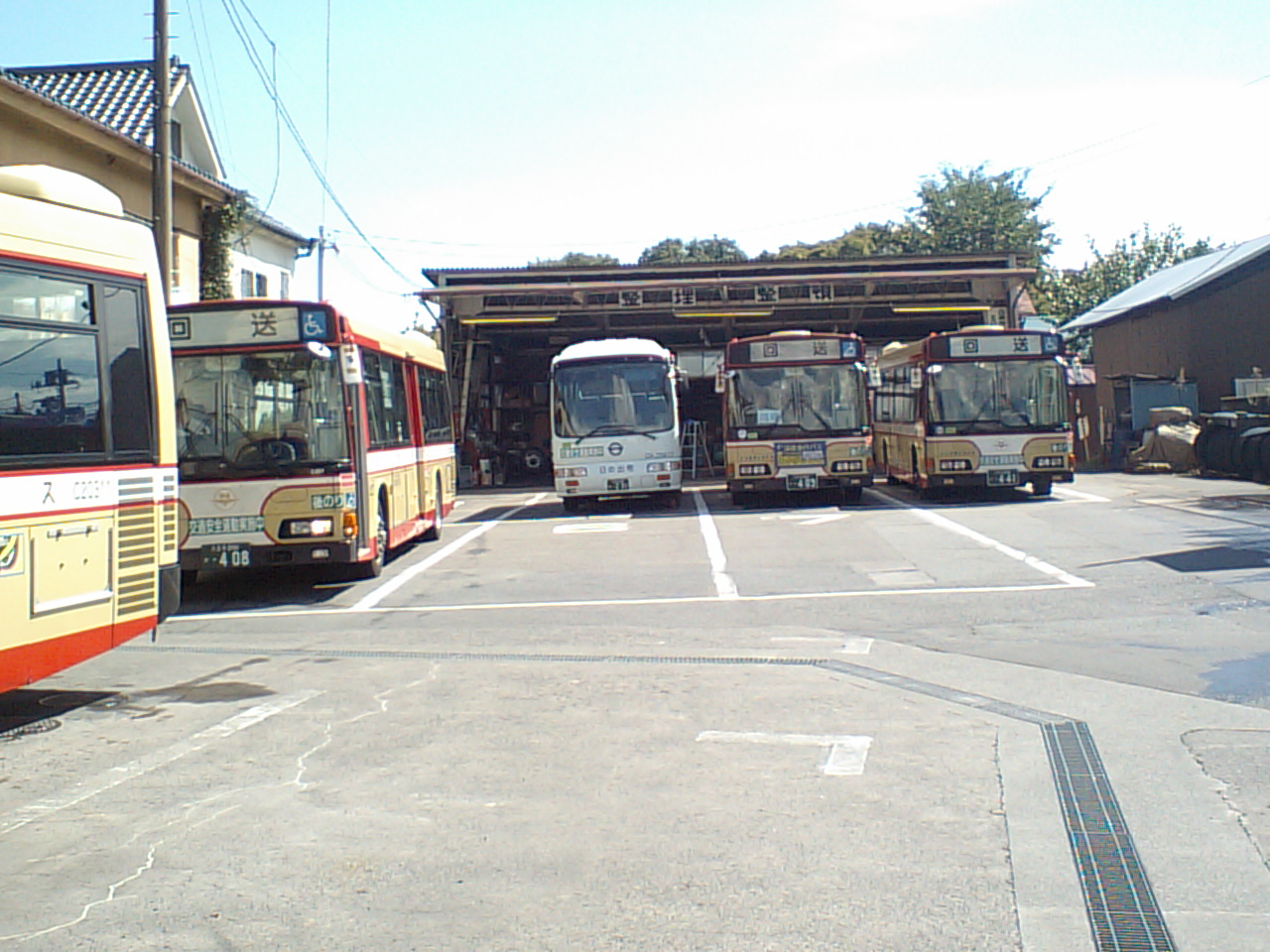
下町車庫

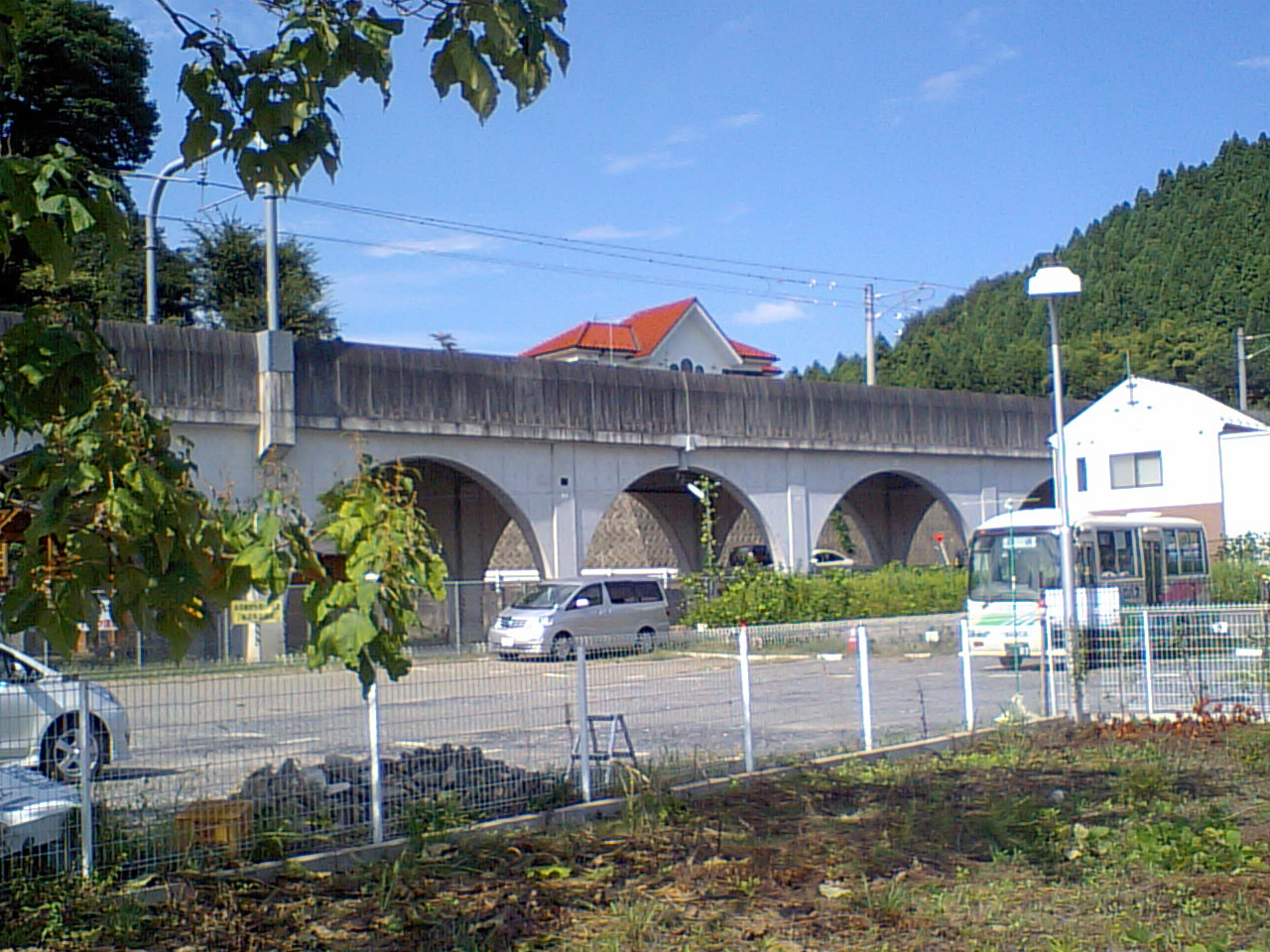
武蔵五日市駅北側の五日市営業所車庫

西東京バス五日市営業所（にしとうきょうバスいつかいちえいぎょうしょ）は、東京都あきる野市舘谷台に位置する西東京バスの営業所。社番の営業所記号はC。

## 概要
五日市線の終点・武蔵五日市駅の駅前を走る檜原街道沿いに位置し、あきる野市と福生市を中心に八王子市（秋川街道沿い）、青梅市、西多摩郡日の出町・檜原村を営業区域としている。駅前ロータリーを隔てた北側のあきる野市舘谷台25にも車庫を有する。
あきる野市五日市70の「五日市」停留所前に「下町（しもちょう）車庫」がある。現在の五日市営業所は、1996年（平成8年）7月6日の武蔵五日市駅高架化によって駅前へ移転されたもので、それまでは下町車庫が五日市営業所とされていた。現在でも整備工場は下町車庫にある関係から給油・洗車も下町車庫で行われ、定期券などの取り扱いは五日市営業所にある事務所で行われる。
管轄下に氷川支所（旧・氷川車庫）を置く。また2022年（令和4年）10月1日からは青梅営業所を管轄下として「青梅支所」としている。

## 沿革
五日市営業所は、西東京バスの発足にあたって合併した3社のうち、五王自動車を前身とする。
- 1963年（昭和38年）10月1日 - 西東京バスの発足と同時に、八王子営業所（廃止）、青梅営業所、五日市営業所、青梅営業所氷川支所を設置する。
- 1996年（平成8年）7月6日 - 五日市線武蔵五日市駅の駅舎が高架化される。
- 1997年（平成9年） - 五日市営業所が現在地の武蔵五日市駅前へ移転し、旧・五日市営業所は「五日市車庫」（現・下町車庫）となる。
- 2007年（平成19年）9月30日 - 当営業所の一部路線でPASMOを導入。
- 2009年（平成21年）
  - 1月25日 - るのバスを除く当営業所の全路線でPASMOの導入を完了。
  - 12月1日 - 福生駅 - 菅瀬橋 - 武蔵五日市駅間で、当営業所発の深夜バスを運行開始。
- 2019年（令和元年）
  - 11月30日 - 西東京バスで最後まで残った富士重工業製ボディ車両「C50302号車」のラストランを行う。
- 2022年（令和4年）10月1日 - 氷川車庫を「氷川支所」へ改称[3]、青梅営業所を「五日市営業所青梅支所」とする[3][4]。
- 2024年（令和6年）10月1日 - ダイヤ改正を実施、ひ06を国道16号経由に統一して経路変更。これに伴い3停留所を廃止[5]。

## 現行路線
「楢原町」停留所は楢原営業所の最寄り停留所である。

### 福生駅 - 菅瀬橋 - 武蔵五日市駅方面

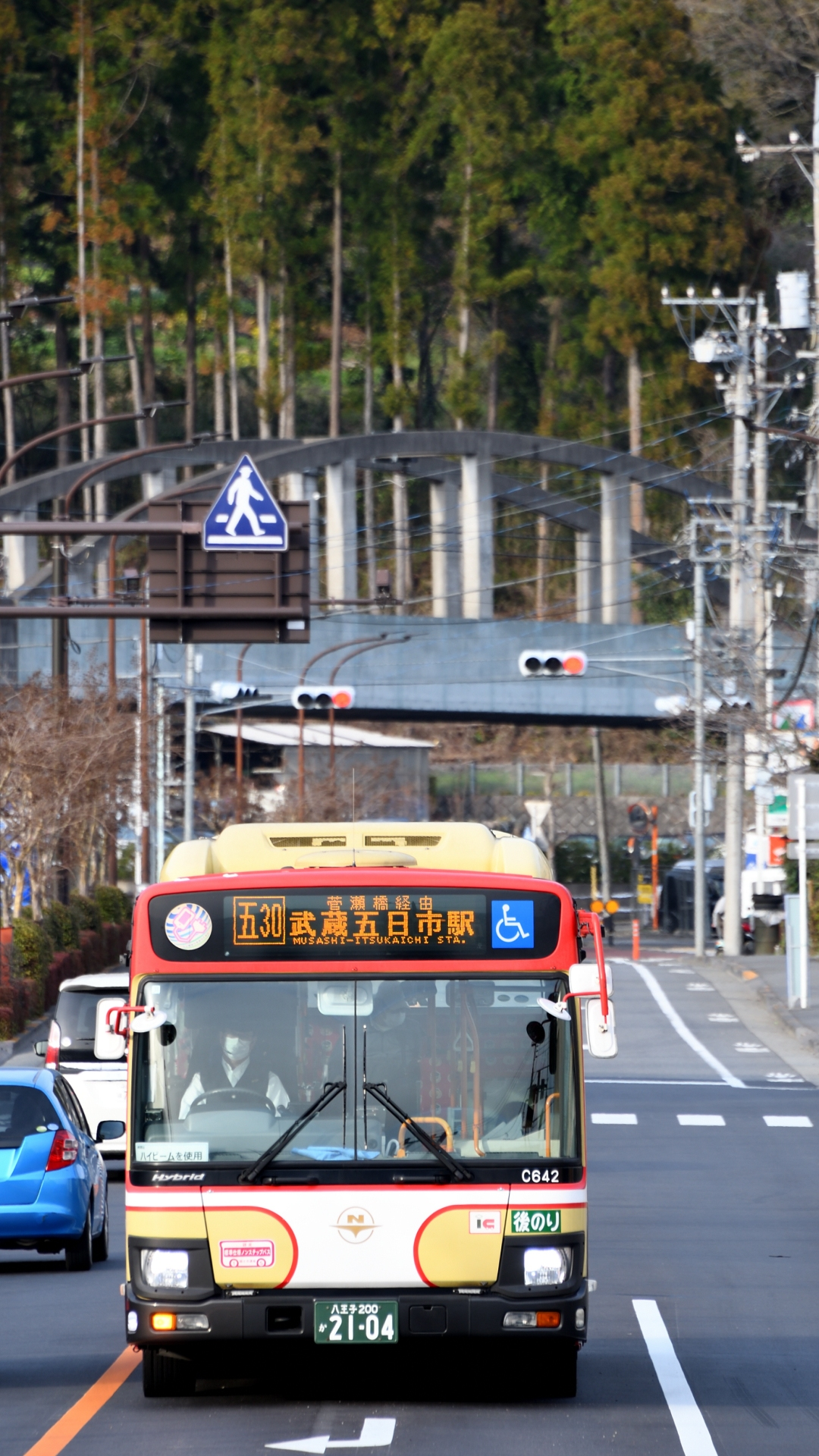
武蔵五日市駅に到着する五30 (C21642)

- 五30：福生駅 - 長沢 - 草花 - あきる野市民球場 - 小宮久保橋 - 菅瀬橋 - 尾崎観音 - 中平井 - 日の出折返場 - 武蔵五日市駅
- 五30：福生駅 → 長沢 → 草花 → あきる野市民球場 → 小宮久保橋 → 菅瀬橋 → 尾崎観音 → 中平井 → 日の出折返場 → 武蔵五日市駅（深夜バス）（土曜・休日運休）
- 五32：福生駅 - 長沢 - 草花 - あきる野市民球場 - 小宮久保橋 - 菅瀬橋 - 尾崎観音 - 中平井 - 日の出折返場
- 五33：福生駅 → 長沢 → 草花 → あきる野市民球場 → 小宮久保橋 → あきる野市民球場 → 草花 → 長沢 → 福生駅（土曜・休日運休）
- 五37：武蔵五日市駅 - 五日市高尾 - 伊奈新宿 - 網代入口 - 山田 - 渕上 - 代継 - 秋川駅
- 五40：武蔵五日市駅 → 五日市高尾 → 伊奈新宿 → 網代入口 → 山田 → 渕上 → 代継 → 秋川駅 → 東雨間 → 野辺南 → 小川 → 睦橋 → 内出東 → 拝島駅

秋川駅経由で結ぶ路線群（福27他）と同じく福生駅と武蔵五日市駅を結ぶが、主力なのはこちらである。2009年（平成21年）12月1日に五30で深夜バスを新設したが、当時は23時以降に発車する便でも通常便扱いだった。2015年（平成27年）4月1日のダイヤ改正で、循環路線の五33を新設した。五37は秋川駅発着路線の出入庫を兼ねている。五40は五日市線沿線を運行する路線で、現在は早朝に片道1便のみ運行される。かつては深夜時間帯に武蔵五日市駅方向が設定されていたが、新型コロナウィルス関連による深夜時間帯の需要低下によって廃止された。秋川駅で河辺駅北口からの羽田空港行き高速バスと接続するため、武蔵五日市駅4:31発と早朝の設定である。

### 福生駅 - あきる野市役所 - 秋川駅 - 武蔵五日市駅方面
- 福20：福生駅 - 福生市役所 - 市営プール - 東秋留駅上 - あきる野市役所秋川庁舎 - 秋川駅 - 代継 - 渕上 - 山田 - 網代入口 - 伊奈新宿 - 五日市高尾 - 武蔵五日市駅
- 福21：福生駅 - 福生市役所 - 市営プール - 東秋留駅上 - あきる野市役所秋川庁舎 - 秋川駅

福生駅から武蔵五日市駅方面へ向かう路線群のうち、あきる野市役所経由と案内される路線である。2008年（平成20年）4月16日に多摩バス青梅営業所から移管された。福20は平日3便、土曜・休日4便が運行され、福21は早朝に1往復と土曜・休日の夕方に秋川駅発が1便運行される。

### 福生駅 - 草花 - 秋川駅 - イオンモール - 武蔵五日市駅方面
- 福22：福生駅 - 長沢 - 草花 - あきる野市民球場 - 瀬戸岡 - 秋川駅 - 日の出福祉園前 - イオンモール日の出 - 阿伎留医療センター - 医療センター西 - 中平井 - 日の出折返場
- 福23：福生駅 - 長沢 - 草花 - あきる野市民球場 - 瀬戸岡 - 秋川駅 - 日の出福祉園前 - イオンモール日の出 - 阿伎留医療センター
- 福26：福生駅 - 長沢 - 草花 - あきる野市民球場 - 瀬戸岡 - 秋川駅 - 日の出福祉園前 - イオンモール日の出 - 医療センター西 - 中平井 - 日の出折返場
- 福27：福生駅 - 長沢 - 草花 - あきる野市民球場 - 瀬戸岡 - 秋川駅 - 日の出福祉園前 - イオンモール日の出 - 阿伎留医療センター - 医療センター西 - 中平井 - 日の出折返場 - 武蔵五日市駅
- 福28：福生駅 - 長沢 - 草花 - あきる野市民球場 - 瀬戸岡 - 秋川駅 - 日の出福祉園前 - イオンモール日の出 - 医療センター西 - 中平井 - 日の出折返場 - 武蔵五日市駅
- 福29：福生駅 - 長沢 - 草花 - あきる野市民球場 - 瀬戸岡 - 秋川駅 - 日の出福祉園前 - イオンモール日の出

福生駅と武蔵五日市駅を結ぶ路線群で、こちらは草花・秋川駅経由で運行される。2007年（平成19年）9月1日に福22が、2008年（平成20年）4月1日に福23が秋02（二代）を延伸する形で新設された。2009年（平成21年）9月1日に阿伎留医療センターを経由しない福26が新設されたが、こちらは早朝および夜間の運行に抑えられている。2015年（平成27年）4月1日には福22・26を延伸する形で福27・28が新設された。現在の中心は福27で、日中時間帯は福23と交互に設定されている。早朝に福29と福23が運行され、夜間には医療センターを経由しない福26・28が運行される。

### 福生駅 - 拝島駅方面
- 福25：福生駅 - 福生市役所 - 志茂南 - 市営プール - 昭和橋 - 小川 - 睦橋 - 内出東 - 拝島駅

2016年（平成28年）3月26日の拝島駅ロータリー開設によるダイヤ改正で長沢経由で新設された。2022年（令和4年）3月までは青梅支所（旧：青梅営業所）と共同運行で、かつて立川バスが運行していた路線が西東京バスの担当で復活したもので、当初は長沢経由で運行していたが2024年（令和6年）10月1日のダイヤ改正で福生市役所経由へ経路変更された。これにより「長沢」「清巌院橋」は経由しなくなり西東京バスの停留所が廃止された。

### 武蔵五日市駅 - 本宿役場 - 数馬方面
- 五10：武蔵五日市駅 - 五日市 - 五日市高校 - 戸倉 - 十里木 - コテージ森林村 - 本宿役場前 - 柏木野 - 上川乗 - 人里 - 笛吹入口 - 浅間尾根登山口 - 温泉センター - 数馬
- 五滝10：武蔵五日市駅 - 五日市 - 五日市高校 - 戸倉 - 十里木 - コテージ森林村 - 本宿役場前 - 払沢の滝入口 - 柏木野 - 上川乗 - 人里 - 笛吹入口 - 浅間尾根登山口 - 温泉センター - 数馬
- 五里10：武蔵五日市駅 - 五日市 - 五日市高校 - 戸倉 - 十里木 - コテージ森林村 - 本宿役場前 - 払沢の滝入口 - やすらぎの里 - 柏木野 - 上川乗 - 人里 - 笛吹入口 - 浅間尾根登山口 - 温泉センター - 数馬
- 急行：武蔵五日市駅 -（←十里木）- 本宿役場前 - 上川乗 - 笛吹入口 - 浅間尾根登山口 - 温泉センター - 数馬 - 都民の森（記載停留所のみ停車）
- 急行：数馬 - 都民の森（途中無停車）

武蔵五日市駅から檜原街道を西進して数馬方面へ向かう路線で、系統番号の「滝」と「里」はどちらも払沢の滝入口を経由するが、「里」は払沢の滝入口に加えて檜原村の公共施設「やすらぎの里」も経由する。全体的に本数が少なく、中心となる武蔵五日市駅 - 本宿役場前間は後述の藤倉方面と合わせて毎時1～2便が確保されているものの、国からの補助金を受けて運行されている系統である。本宿役場前 - 数馬間は、4月1日から11月30日までの土曜・休日を除いてフリー乗降制が採用されている。急行便は記載停留所のみ停車するが、十里木は武蔵五日市駅方向のみ停車する。数馬 - 都民の森間の区間便は運賃無料であるが、季節便であることと、数馬 - 都民の森間は途中停留所が存在しないためフリー乗降制は採用されていないので注意が必要である。各停便も一部便が数馬で都民の森方面行きに接続するが、急行便が運休の場合は接続しない。都民の森周辺は観光シーズンになると自家用車で混雑するため、続行便が運行されることもある。
毎年4月から7月までの月曜日は急行便が運休となるが、月曜日が祝日の場合は運行し、翌日の火曜日が運休となる。また、運休日については西東京バス公式ホームページのほか、檜原都民の森公式ホームページで確認を推奨する。

### 武蔵五日市駅 - 本宿役場 - 小岩方面
- 五12：武蔵五日市駅 - 五日市 - 五日市高校 - 戸倉 - 十里木 - コテージ森林村 - 本宿役場前 - 払沢の滝入口 - とうげん橋 - 郷土資料館 - 宮ヶ谷戸 - 小和田坂 - 小岩
- 五里12：武蔵五日市駅 - 五日市 - 五日市高校 - 戸倉 - 十里木 - コテージ森林村 - 本宿役場前 - 払沢の滝入口 - やすらぎの里 - とうげん橋 - 郷土資料館 - 宮ヶ谷戸 - 小和田坂 - 小岩
- 五14：武蔵五日市駅 - 五日市 - 五日市高校 - 戸倉 - 十里木 - コテージ森林村 - 本宿役場前 - 払沢の滝入口
- 五18：武蔵五日市駅 - 五日市 - 五日市高校 - 戸倉 - 十里木 - コテージ森林村 - 本宿役場前 - 払沢の滝入口 - とうげん橋 - 郷土資料館 - 宮ヶ谷戸 - 小和田坂 - 小岩 - 笹久保 - 尾崎橋 - 藤倉
- 五里18：武蔵五日市駅 - 五日市 - 五日市高校 - 戸倉 - 十里木 - コテージ森林村 - 本宿役場前 - 払沢の滝入口 - やすらぎの里 - とうげん橋 - 郷土資料館 - 宮ヶ谷戸 - 小和田坂 - 小岩 - 笹久保 - 尾崎橋 - 藤倉

前述の数馬方面と同様に国からの補助金を受けて運行されている系統である。払沢の滝入口 - 藤倉間は、4月1日から11月30日までの土曜・休日を除いてフリー乗降制が採用されている。
2024年（令和6年）10月1日のダイヤ改正で、廃止されていた五12が12年ぶりに復活した。運行区間や小岩の折返場も廃止当時の姿がそのまま復活する珍しいケースとなった。

### 武蔵五日市駅 - 曽利郷橋 - 上養沢方面

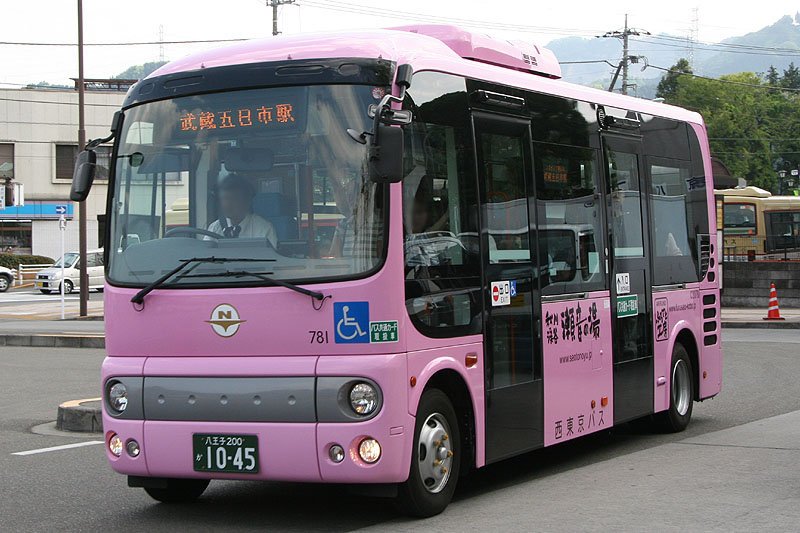
檜52 (C20781) ※除籍済

- 五15：武蔵五日市駅 - 五日市 - 五日市高校 - 戸倉 - 十里木 - 秋川国際マス釣場 - 曾利郷橋 - 怒田畑 - 木和田平 - 大岳鍾乳洞入口 - 上養沢
- 檜52：武蔵五日市駅 - 五日市 - 五日市高校 - 戸倉 - 十里木 - 秋川渓谷瀬音の湯 - 秋川国際マス釣場 - 曾利郷橋 - 怒田畑 - 木和田平 - 大岳鍾乳洞入口 - 上養沢

2009年（平成21年）4月1日のダイヤ改正で、五07・08と日中時間帯の五15を統合する形で檜52を新設した。曽利郷橋 - 上養沢間は、4月1日から11月30日の土曜・休日を除いてフリー乗降制を採用している。車両は小型車の日野・ポンチョが使用される（五07・08で用いられていた車両を転用したもの）。

### 武蔵五日市駅 - 幸神 - つるつる温泉方面

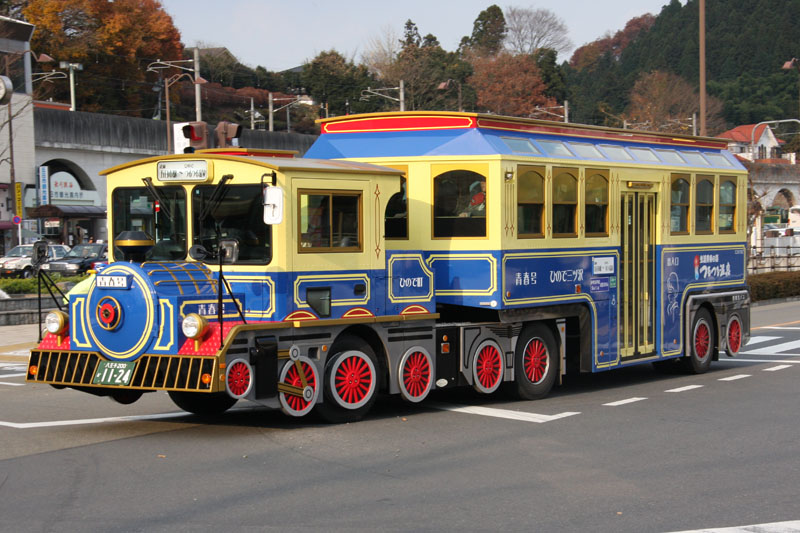
かつて運行されていた青春号 (C20782)

- 五20：武蔵五日市駅 - 大久野中学校 - 幸神 - 新井 - 岩井橋 - 細尾 - さかな園 - 肝要 - 一の護王下 - 松尾 - 日の出山登山口 - つるつる温泉

武蔵五日市駅から松尾方面へ北上する路線。細尾 - 松尾間は、4月1日から11月30日までの土曜・休日を除いてフリー乗降制が適用されている。
武蔵五日市駅 - 松尾間の区間便だった五21は、2024年10月1日のダイヤ改正で廃止された。以前は毎週火曜日（当時のつるつる温泉の休館日）には五20が運行されず、全便が五21での運行となっていたが、2014年（平成26年）4月1日のダイヤ改正以降は営業日に関わらず全日で五20が運行されるようになった。青26（青梅駅 - 宮ノ平駅 - つるつる温泉）の開業後は、つるつる温泉で武蔵五日市駅方面と接続する。
当路線の大きな特徴として、後述のトレーラーバス「青春号」が運行されたことが挙げられるが、車両の経年劣化と部品確保が困難になったことから2023年（令和5年）3月31日をもって運行を終了した。

### 青梅駅 - つるつる温泉方面
- 青26：青梅駅 - 宮ノ平駅 - 稲荷神社前 - 一の護王下 - 松尾 - 日の出山登山口 - つるつる温泉（平日運休）

地域活性化・需要創出を図る「トライアル的な取り組み」として、2024年（令和6年）10月5日に運行を開始した。土曜・休日に5往復が設定され、運行開始と同年に開通した東京都道238号大久野青梅線の梅ヶ谷トンネルを通過する。武蔵五日市駅方面とはつるつる温泉で接続する。

### 八王子駅 - 楢原町 - 上川霊園方面
- 秋02（旧・八22）：京王八王子駅 - 八王子駅北口 - 八日町四丁目 - 織物組合前 - 本郷横丁 - 東楢原 - 楢原町 - 桜株 - 川口小学校（楢原営業所と共同運行）
- 秋03（旧・八23）：京王八王子駅 - 八王子駅北口 - 八日町四丁目 - 織物組合前 - 本郷横丁 - 東楢原 - 楢原町 - 桜株 - 川口小学校 - 圏央道上川橋 - 田守神社前 - 上川霊園（楢原営業所と共同運行）
- 秋04（旧・八20）：京王八王子駅 - 八王子駅北口 - 八日町四丁目 - 織物組合前 - 本郷横丁 - 東楢原 - 楢原町 - 桜株 - 川口小学校 - 圏央道上川橋 - 田守神社前 - 帝京八王子高校入口 - 今熊 - 武蔵五日市駅
- 五36：武蔵五日市駅 - 五日市高尾 - 伊奈新宿 - 網代入口 - 上川霊園

八王子駅から楢原町を経由して上川霊園・武蔵五日市駅方面へ向かう路線群で、ほぼ全線で東京都道32号八王子五日市線（秋川街道）を経由する。秋04（旧・八20）が毎時1便程度運行され、以前は武蔵五日市駅の先にある「五日市」停留所が終点だったが現在は武蔵五日市駅発着へ短縮されている。2008年（平成20年）4月1日に八20（当時）に「帝京八王子高校入口」停留所を新設させ、これによって帝京八王子高校経由の全便が高校前ロータリーへの乗り入れを廃止した。なお、八20が「秋04」へ系統番号が変更されたのは2022年（令和4年）4月1日である。五36は武蔵五日市駅と上川霊園を結ぶ短距離路線で1日1便が設定され、上川霊園行きは終点の上川霊園において京王八王子駅行きの秋03に連絡している。
2020年（令和2年）3月28日のダイヤ改正で今熊発着の八24が廃止されたが、運行経路においては秋04の途中折返しと捉えられるため、停留所の廃止は無い。

### 八王子駅 - 楢原町 - 秋川駅・イオンモール日の出方面
- 秋61：京王八王子駅 - 八王子駅北口 - 八日町四丁目 - 織物組合前 - 本郷横丁 - 東楢原 - 楢原町 - 戸吹スポーツ公園入口 - 雨間 - あきる野市役所秋川庁舎 - 秋川駅
- 秋62：京王八王子駅 - 八王子駅北口 - 八日町四丁目 - 織物組合前 - 本郷横丁 - 東楢原 - 楢原町 - 戸吹スポーツ公園入口 - 雨間 - あきる野市役所秋川庁舎 - 秋川駅 - 秋川キララホール入口 - 日の出福祉園前 - イオンモール日の出（平日運休）

京王八王子駅から秋川街道を経由して秋川駅方面へ向かう路線で、楢原町までは前述の秋03・04と重複している。かつては八30とサマーランド発着の秋11（旧・八31）が主力で、八30は運行時間帯によって戸吹ゆったり館やサマーランドを経由しない便も存在したが、ダイヤ改正による路線再編を経て現在の形となった。2016年（平成28年）3月26日のダイヤ改正で両系統が新設され、戸吹 - 秋川駅間を従来の八30・
33、河辺駅南口まで運行していた「レジャー＆ショッピングライナー」が経由していたサマーランドではなく雨間経由へ切り替えたものである。秋62は前述の「レジャー＆ショッピングライナー」をイオンモール日の出で分割したもので、2022年現在は土曜・休日に2往復が運行される。
2021年（令和3年）9月21日のダイヤ改正までは青梅営業所との共同運行だったが、現在は青梅営業所が撤退し、2022年（令和4年）9月12日のダイヤ改正では両系統を合わせて2時間に1便程度の運行から3時間に1便程度の運行に減便された。

### 八王子駅 - ひよどり山トンネル - 秋川駅・拝島駅方面
- ひ06：京王八王子駅 - 八王子駅北口 - 八王子郵便局 -（ひよどり山トンネル）- 道の駅八王子滝山入口 - 左入 - 西武滝山台 - 拝島大師 - 拝島会館 - 啓明学園 - 小荷田 - 拝島駅（楢原営業所と共同運行）
- ひ07：京王八王子駅 - 八王子駅北口 - 八王子郵便局 -（ひよどり山トンネル）- 道の駅八王子滝山入口 - 純心女子学園 - 滝山城址下 - 戸吹 - 戸吹北工業団地 - サマーランド - 油平 - 秋川駅
- ひ07：京王八王子駅 - 八王子駅北口 - 八王子郵便局 -（ひよどり山トンネル）- 道の駅八王子滝山入口 - 純心女子学園 - 滝山城址下 - 戸吹 - 戸吹北工業団地 - 油平 - 秋川駅

ひよどり山トンネル・滝山街道経由で秋川駅方面へ向かう路線で、中心となるのはサマーランド経由のひ07だが、早朝および夜間はサマーランドを経由しない。ひ06は早朝の1往復および夕方の八王子駅方向が1便のみ設定されており、拝島駅 - 拝島大師間は立川バス福生営業所の立82（立川駅北口 - 拝島駅）と重複する。2024年（令和6年）10月1日のダイヤ改正で、ひ06を国道16号経由へ統一する経路変更を実施した。このため「第三小学校」「多摩工業高校」「松原」の各停留所が廃止された。

### 拝島駅 - 秋川駅 - イオンモール日の出 - 医療センター方面
- 拝01：拝島駅 - 内出東 - 睦橋 - 小川 - 野辺南 - あきる野市役所秋川庁舎 - 秋川駅 - 日の出福祉園前 - イオンモール日の出 - 阿伎留医療センター

拝島駅から小川地区を経由し、秋川駅から阿伎留医療センター方面へ向かう中距離路線で、土曜・休日は午前中と昼に1便ずつが運行されるが、平日はそれに加えて夕方にも1便が運行される。

### コミュニティバス
以下の2市町からコミュニティバスの運行を受託している。詳細は各路線の記事を参照。
- あきる野市：るのバス
- 日の出町：日の出町コミュニティバス

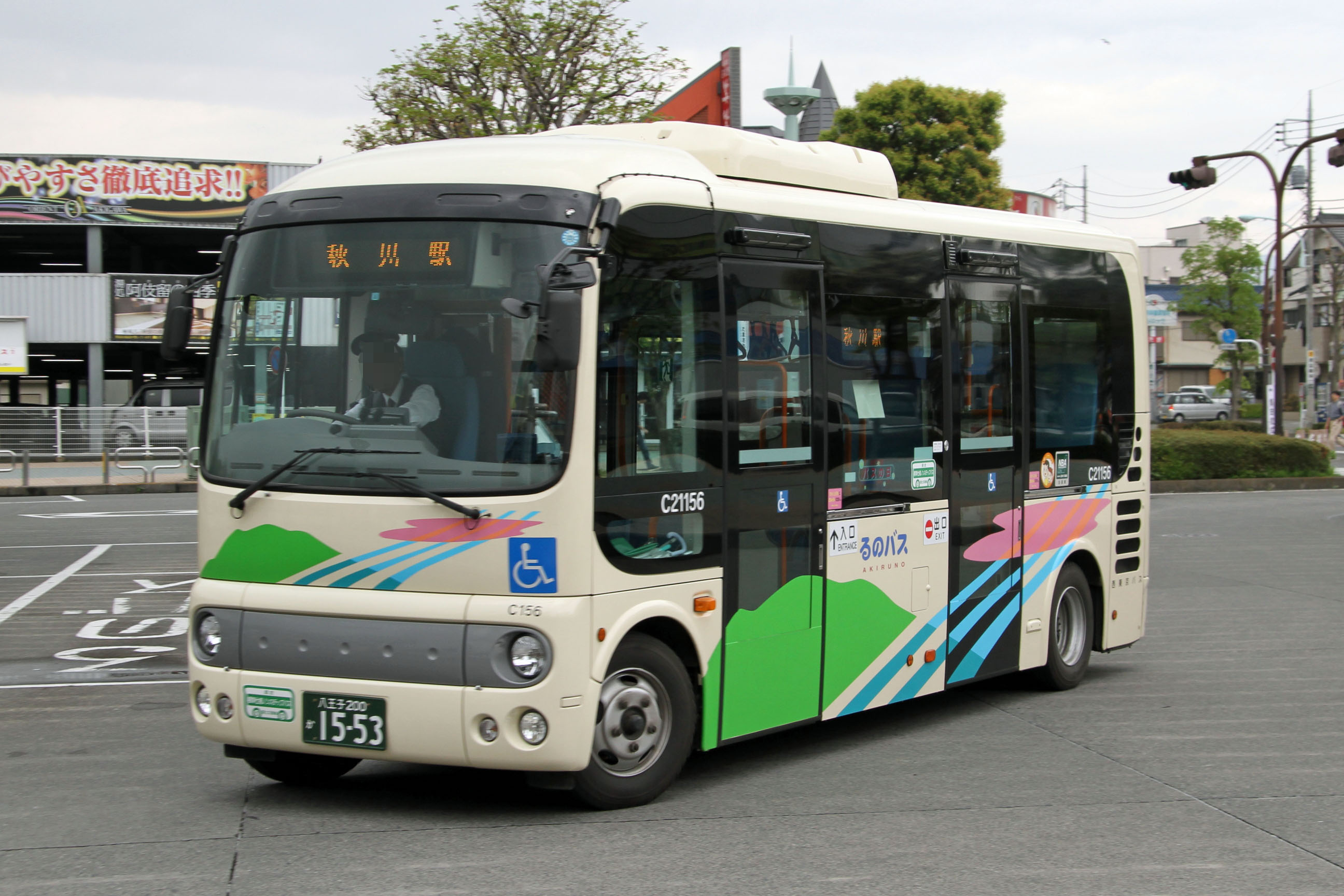
るのバス現行車両 (C21156)
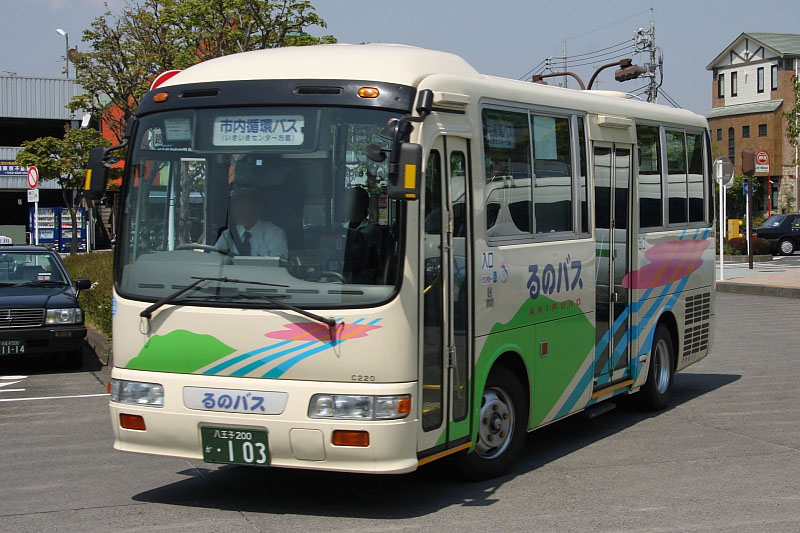
るのバス初代車両 (C220)
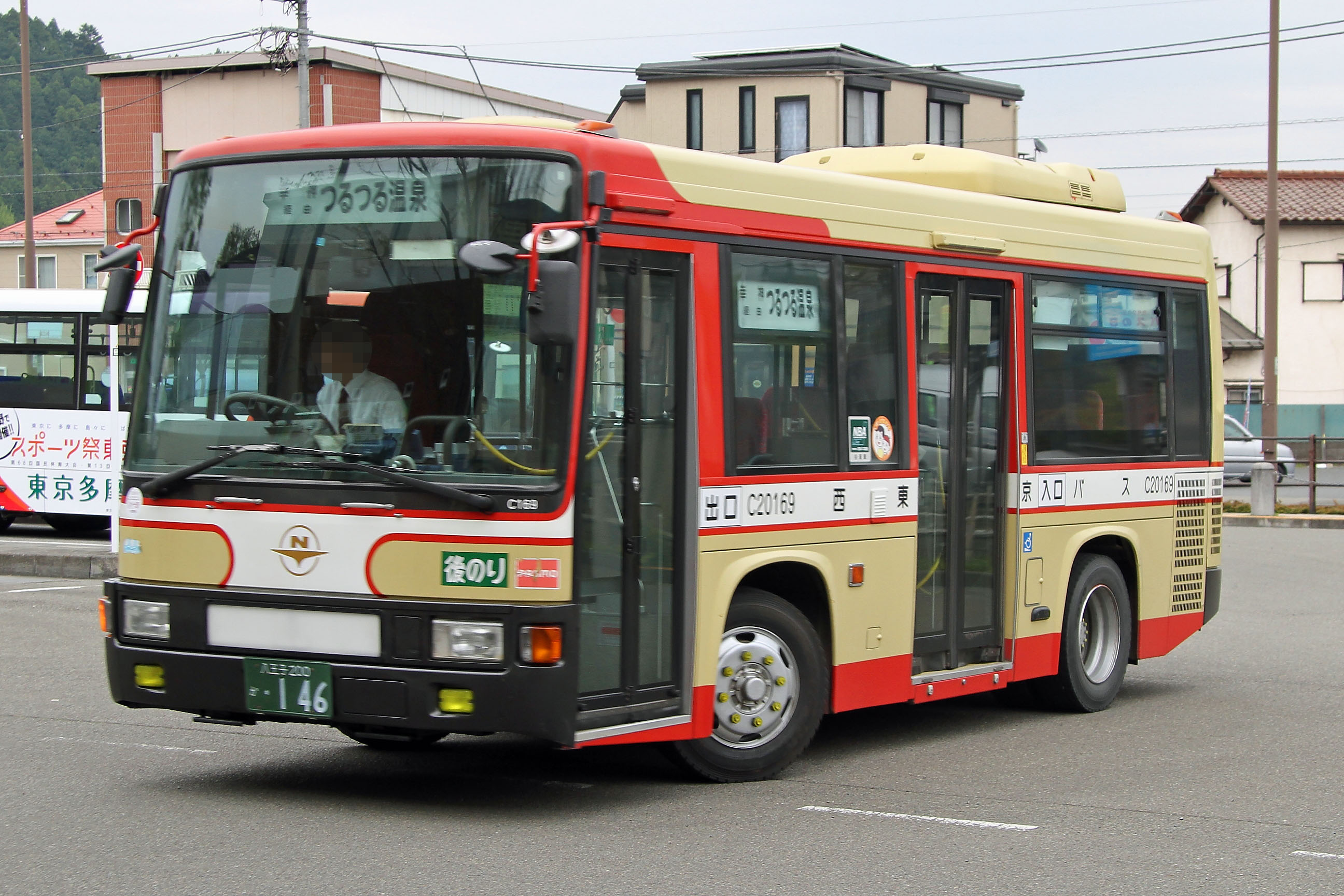
元「ひのでユートピア号」専用車 日野・レインボーHR (C230→C20169) 廃止後に一般路線カラーへ変更

## 廃止・移管路線

### 一般路線
- 八24：京王八王子駅 - 八王子駅北口 - 八日町一丁目 - 本郷横丁 - 西中野 - 神社前 - 楢原町 - 川口小学校 - 田守神社前 - 今熊

2020年3月28日のダイヤ改正で秋03・04へ吸収される形で廃止された。
- 八30：京王八王子駅 → 八王子駅北口 → 八日町一丁目 → 本郷横丁 → 西中野 → 神社前 → 楢原町 → 犬目 → 戸吹 → サマーランド → 秋川駅 → 武蔵五日市駅

かつてはサマーランド方面への主力路線だったが、2016年3月26日のダイヤ改正で武蔵五日市駅方向の1便に大幅減便され、2021年9月21日のダイヤ改正で廃止された。
- 八33：京王八王子駅 - 八王子駅北口 - 本郷横丁 - 東楢原 - 楢原町 - 谷戸 - 戸吹 - サマーランド - 秋川駅

2016年3月26日のダイヤ改正でサマーランド方面の路線再編が行われ、廃止された。
- 五07：武蔵五日市駅 - 戸倉 - 十里木 - 秋川渓谷瀬音の湯（17時00分以降）
- 五07：武蔵五日市駅 - 戸倉 - 十里木 - あきる野ふるさと工房 - 秋川渓谷瀬音の湯（16時59分まで）
- 五08：武蔵五日市駅 - 戸倉 - 十里木 - あきる野ふるさと工房 - 秋川渓谷瀬音の湯（終日）

武蔵五日市駅からほど近い瀬音の湯方面へ向かう路線群で、2007年4月2日に新設された。檜原街道から秋川渓谷瀬音の湯への道は狭隘路のため、専用の小型車で運行していた。2009年4月1日のダイヤ改正で廃止された。
- 五16：武蔵五日市駅 - 戸倉 - 十里木 - 曽利郷橋
- 五17：武蔵五日市駅 - 戸倉 - 十里木

2007年4月2日のダイヤ改正で五07・08へ代替廃止された。五16は20時台に1便のみ運行していた通勤路線で、五17は秋川渓谷瀬音の湯まで延伸された。
- 五21：武蔵五日市駅 - 大久野中学校 - 幸神 - 新井 - 岩井橋 - 細尾 - さかな園 - 肝要 - 一の護王下 - 松尾

つるつる温泉の一つ手前の松尾で折り返す路線で、早朝のつるつる温泉営業時間外に運行していた。2024年10月1日のダイヤ改正で廃止された。
- 五30：福生駅 - 長沢 - 草花 - 菅瀬橋 - 下平井 - 日の出折返場 - 武蔵五日市駅 - 五日市

2021年3月13日のダイヤ改正で武蔵五日市駅発着へ短縮されたが、福生駅乗り場に掲げられている路線図には2024年現在でも掲載されたままとなっている。
- 五34：福生駅 - 長沢 - 草花 - あきる野市民球場 - 瀬戸岡 - 秋川駅（土曜・休日運休）

福27・28（福生駅 - 秋川駅 - イオンモール日の出 - 武蔵五日市駅）の秋川駅折返し便で、平日早朝に1往復のみ運行していた。2024年10月1日のダイヤ改正で廃止された。
- 五40：拝島駅 → 小川 → 秋川駅 → 山田 → 武蔵五日市駅（深夜バス）

2024年現在でも運行されている五40の逆方向で、深夜バスとして五日市線の終電後に設定されていた。新型コロナウイルス感染症の影響によって深夜時間帯の需要が減少し、2020年3月28日に廃止された。
- 福20：福生駅 - 東秋留駅上 - あきる野市役所秋川庁舎 - 秋川駅 - 伊奈坂上 - 武蔵五日市駅 - 五日市

2021年3月13日のダイヤ改正で武蔵五日市駅発着へ短縮された。
- 福24：福生駅 - 小川 - 高月 - 滝山城址下 - 純心女子学園

2022年4月1日のダイヤ改正で廃止された。
- 福25（初代）：福生駅 - 小川 - 高月 - 滝山城址下 - 純心女子学園 - 創価大学正門・東京富士美術館

2016年3月26日のダイヤ改正で廃止された。
- 福25（二代）：福生駅 - 長沢 - 市営プール - 昭和橋 - 小川 - 睦橋 - 内出東 - 拝島駅

かつて立川バスが運行していた福生駅 - 小川 - 拝島駅線が、上記の初代系統に変わって系統番号の再利用によって西東京バスの担当として新設されたものである。2024年10月1日のダイヤ改正で福生市役所経由へ経路変更され、長沢・清巌院橋の両停留所は西東京バスのみ廃止された。
- 急行：武蔵五日市駅 - 本宿役場前 - 払沢の滝入口

2013年4月1日に新設された急行系統だが、2019年3月30日に廃止された。
- レジャー＆ショッピングライナー：京王八王子駅 - 八王子駅北口 - 八日町一丁目 - 本郷横丁 - 西中野 - 神社前 - 楢原町 - 犬目 - 戸吹 - 東京サマーランド - 秋川駅 - イオンモール日の出 - 友田南 - 河辺駅南口

2012年4月1日のダイヤ改正で新設された土曜・休日運行の中距離路線で、青梅営業所と共同運行だった。京王八王子駅からの便の半分はイオンモール日の出発着で、2016年3月26日に全便が廃止された。

### 特定輸送
2003年に多摩バス恩方営業所へ統合された旧・日野営業所（観光バスセンター）から特定バス事業を引き継ぎ、送迎バスの運行を行ってきた。
帝京八王子中学校・高等学校のスクールバス、西多摩霊園のシャトルバスなどの運行を受託していた。帝京八王子中学校・高校のスクールバスは他の事業者が受託している。西多摩霊園のシャトルバスは青梅営業所へ移管された。

## 車両
1995年までは日野自動車の車両を採用しており、青梅営業所と同様に、富士重工業製ボディ架装の日野・ブルーリボンHTが多数在籍していた。1983年からは中型車の日野・レインボーRJを導入、1989年には小型車の日野・レインボーRBを導入している。
2001年には小型ノンステップバスの日野・レインボーHR（7m車）を1台導入、翌2002年からは中型長尺ノンステップバスのレインボーHR（10.5m車）が大量導入され、大型ツーステップバスを置き換えて主力となったが、2016年にレインボーHR系は全廃している。
小型車は、2000年のるのバス運行開始時に専用車として日野・リエッセ（車椅子用リフトなし）が1台導入された。また中古導入で西東京バスカラーのリエッセが1台在籍し、るのバス予備車として使用されていたが青梅営業所に転属した（リエッセはいずれも除籍済）。現在は日野・ポンチョが、るのバス専用車と西東京バスカラーで在籍する。
1995年からは、西東京バスの他の営業所と同様に日産ディーゼル（現：UDトラックス）製の車両が導入されるようになり、2006年まではノンステップ車の日産ディーゼル・スペースランナーUAや日産ディーゼル・スペースランナーRMが多く在籍していたが、西東京バス青梅営業所への路線移管により、ほとんどが楢原営業所へ転属した。代わりに小型車の日産ディーゼルRNが転属してきたが、現在は全車除籍されている。
2019年11月30日のラストランをもって除籍されたスペースランナーUA系のC50302は、多摩バスカラーであったものの西東京バスとして最後の富士重工業製ボディ架装をした車両であった｡
2013年3月中旬、車体に運行エリアの1つである檜原村の観光をPRするデザインが施されたいすゞ・エルガハイブリッドが1台導入された。エルガハイブリッドの導入を皮切りに、新車導入や転属によっていすゞ自動車製のエルガも在籍するようになった。そのため他の営業所と差異のない車両配置となり、日野・ブルーリボンIIや日野・レインボーIIが中心となっている。

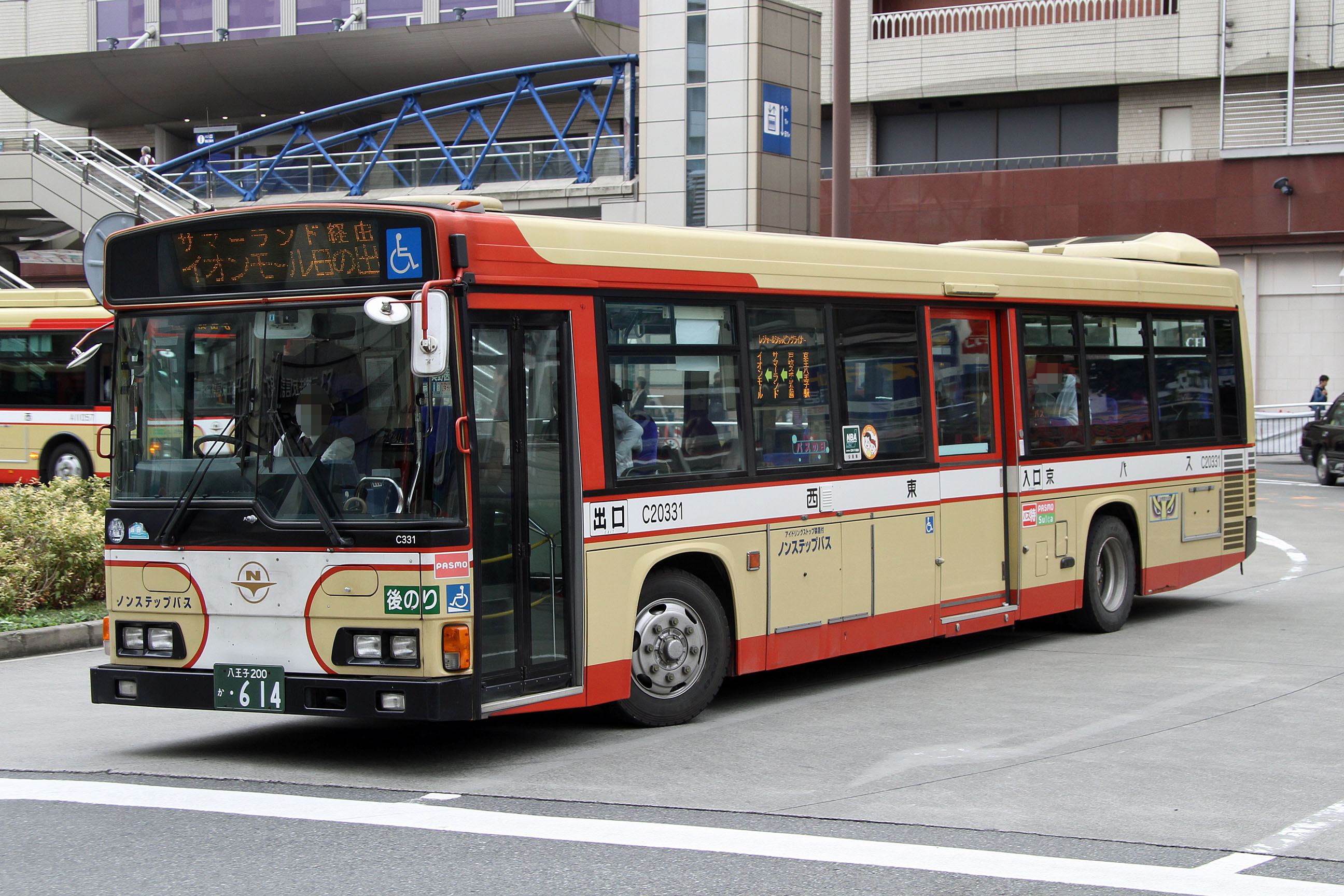
かつての主力車種であった日野・レインボーHR (C20331)
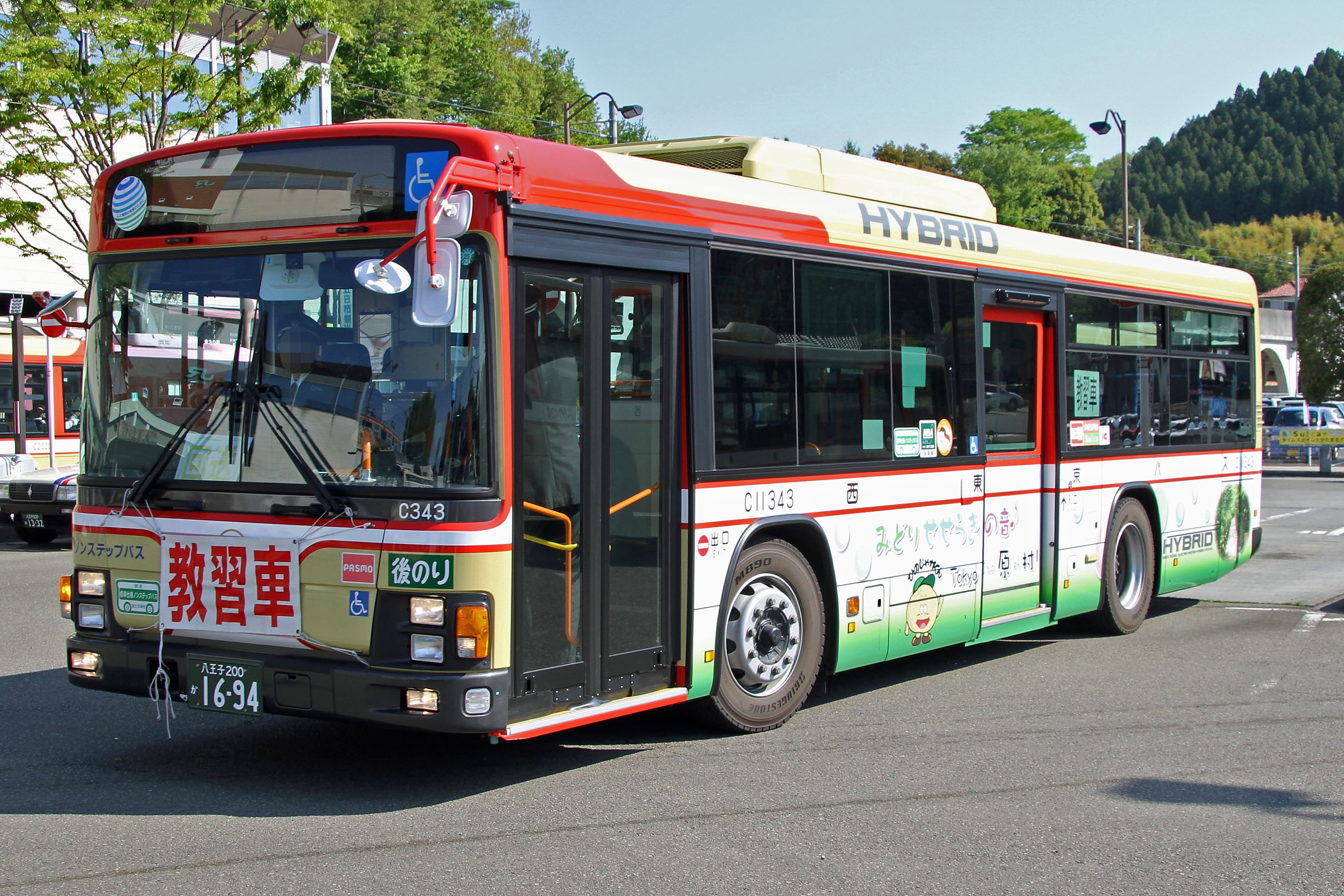
2013年に導入されたエルガハイブリッド (C11343)

### トレーラーバス
当営業所の車両で最も特筆すべきものは、蒸気機関車をモデルに日野・レンジャーを改造したトレーラーバス「青春号」で、日本国内唯一の現役トレーラーバスとしてつるつる温泉方面で運行していた。1996年に導入された初代は排出ガス規制のため、2007年9月17日を最後に「ひので号」（青春号の赤色版で自家用登録）とともに運行を終了した。同年11月30日に東京特殊車体架装による2代目が登場した。なお、初代青春号の先頭車（トラクター）は、当初1ナンバー登録であった。
しかし、2代目トレーラーバスも、車両の老朽化や車両設備の故障多発により、2023年3月31日をもって運行を終了した。

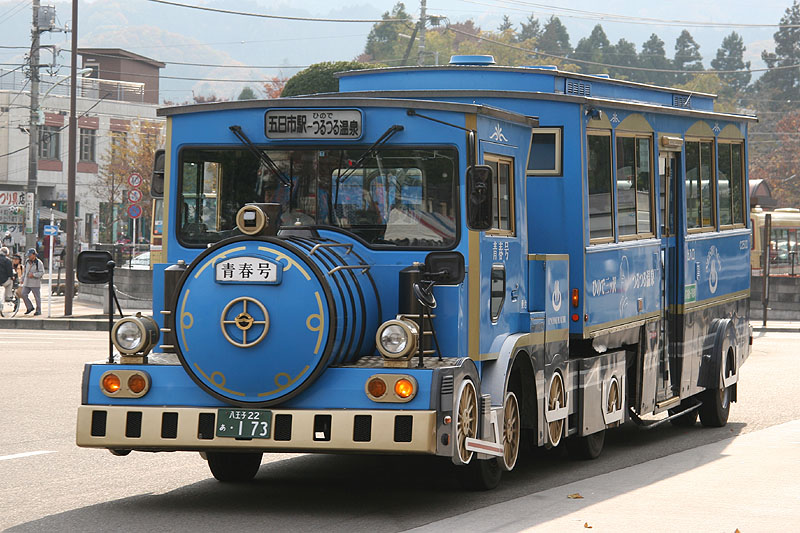
トレーラーバス　初代青春号 (C2500)